# Branko Majes
Branko Majes, slovenski ekonomist in politik, * 27. november 1958, Celje.
Od leta 2002 je član Državnega sveta Republike Slovenije.